# Воскресенская церковь (Осташков)
Церковь Воскресения Христова (Воскресенская церковь) — православный храм в Осташкове.
Церковь и её отдельно стоящая шатровая колокольня были построены в 1677—1689 гг. в Осташковской крепости и являются старейшими из сохранившихся зданий города. Первоначальный вид церкви искажён многочисленными позднейшими переделками.
Храм представляет собой каменную пятиглавую пятипрестольную церковь. С востока — алтарная апсида, с запада — трапезная, крытая сомкнутым сводом, с юга и севера — приделы. Церковь украшена: на барабанах — аркатурно-колончатые пояски, по фасадам — наличники из фигурного кирпича.
Долгое время она принадлежала в силу дарения князем Волоцким Иосифо-Волоцкому монастырю.
Позже, к 1697 году, рядом с Воскресенской церковью был возведён Троицкий собор.
В храме трудился в конце XVIII века известный своими работами в храмах Нило-Столобенской пустыни лепщик Кондратий Конягин, которому современные искусствоведы приписывают почитаемое как чудотворное изображение преподобного Нила Столобенского.
В 1970-х церковь и колокольня были отреставрированы под руководством архитектора Владимира Якубени.